# Musha shugyo
Musha shugyo (武者修行, Musha shugyō, treinamento do guerreiro) é uma espécie de peregrinação que um guerreiro japonês deveria empreender no intuito de desenvolver suas habilidades e, bem assim, desenvolver o espírito e a personalidade. Era um conceito mais intimamente conectado ao modo de vida dos samurais, que percorriam o país como um todo, procurando por desafios, os quais não significavam tão-somente o enfrentamento contra um adversário guerreiro. Aqueles que estavam nessa viagem denominavam de Shugyōsha (修行者). Hodiernamente, diz-se que é o aperfeiçoamento pessoal.